# Ford Crown Victoria Police Interceptor
De Ford Crown Victoria Police Interceptor (ook wel afgekort tot CVPI, P71 of P7B) is een sedan die ontworpen was voor politiekorpsen. Hij werd gebouwd op basis van de Ford Crown Victoria, die van 1992 tot 2011 geproduceerd werd. De CVPI werd veelvuldig ingezet in de Verenigde Staten, Canada en Saoedi-Arabië.

## Geschiedenis
Toen Chevrolet in 1996 de productie van de Chevrolet Caprice staakte, verdween ook de politieversie 9C1 van de markt en kreeg Ford in de Verenigde Staten vrijwel een monopoliepositie voor politievoertuigen.

## Inzetbaarheid en gebruik
De CVPI was in trek bij politiekorpsen vanwege de conventionele en vrij eenvoudige techniek die aangepast was voor politiegebruik, de overvloed aan ruimte en het interieur dat uitgerust kon worden voor uiteenlopende wensen.
Zo is achterwielaandrijving eenvoudiger dan voorwielaandrijving en kunnen de auto's hiermee makkelijker over drempels en stoepranden rijden. Door de niet-zelfdragende carrosserie op een ladderchassis was er minder kans op schade aan de dragende delen en konden de voertuigen na schade snel en goedkoop gerepareerd worden, desnoods provisorisch.
De royale bagageruimte bood veel ruimte voor uitrusting, de driepersoons-achterbank van civiele versies was vervangen door twee aparte stoelen voor arrestanten en de voorstoelen waren geschikt gemaakt voor agenten met wapengordels. De middenconsole kon naar wens van het korps voorzien worden van verschillende apparatuur.
Tot de nadelen behoorden het gewicht en de snelheid. Door het hoge gewicht waren de auto's niet erg wendbaar en tegen het eind van hun inzetperiode waren ze te traag voor achtervolgingen.
De voor- en nadelen golden in meer of mindere mate ook voor de grote concurrent, de Chevrolet Caprice. Bij de Michigan State Police Test uit 1989 bleven de Fords echter op de meeste criteria achter bij de Chevrolets. Ook in 1993 was dat het geval.
De CVPI is nooit nieuw verkocht aan particulieren, maar wel tweedehands. Vanwege de aanpassingen voor zwaar gebruik wordt hij ingezet als taxi en voor gebruik in ruige gebieden.

## Eerste generatie (1992-1997)
In 1987 presenteerde Ford de opvolger van de Ford LTD, de Ford Crown Victoria (EN-53), die in 1992 voor het eerst op de markt verscheen. Ook kondigde Ford aan dat er een speciale politie- en taxi-uitvoering geproduceerd zou worden met modelnummer P71. De P71 diende als opvolger van de Ford LTD P72 en was de directe concurrent van de Chevrolet Caprice 9C1. Het ontwerp van de Ford Crown Victoria was gebaseerd op dat van de Ford Taurus. Hierdoor kreeg de Crown Victoria een aerodynamisch uiterlijk. De voertuigen werden uitgerust met een 4,6 liter V8-motor en hadden een speciaal systeem waarmee de voertuigen niet oververhit konden raken tijdens lange achtervolgingen.
In 1993 kreeg de P71 een facelift. Het model had voortaan een verchroomde grille en een reflectiestrip tussen de achterlichten, die in 1995 werden vervangen door nieuwe, grotere achterlichten. Ook werd de kentekenplaat op de achterzijde van de bumper naar de achterklep verplaatst.
De Ford Crown Victoria was tussen 1992 en 1994 5395 mm lang en 1440 mm hoog. Na de facelift in 1995 was de auto 5385 mm lang en 1443 mm hoog. Verder was de auto 1976 mm breed. 

Afbeeldingen
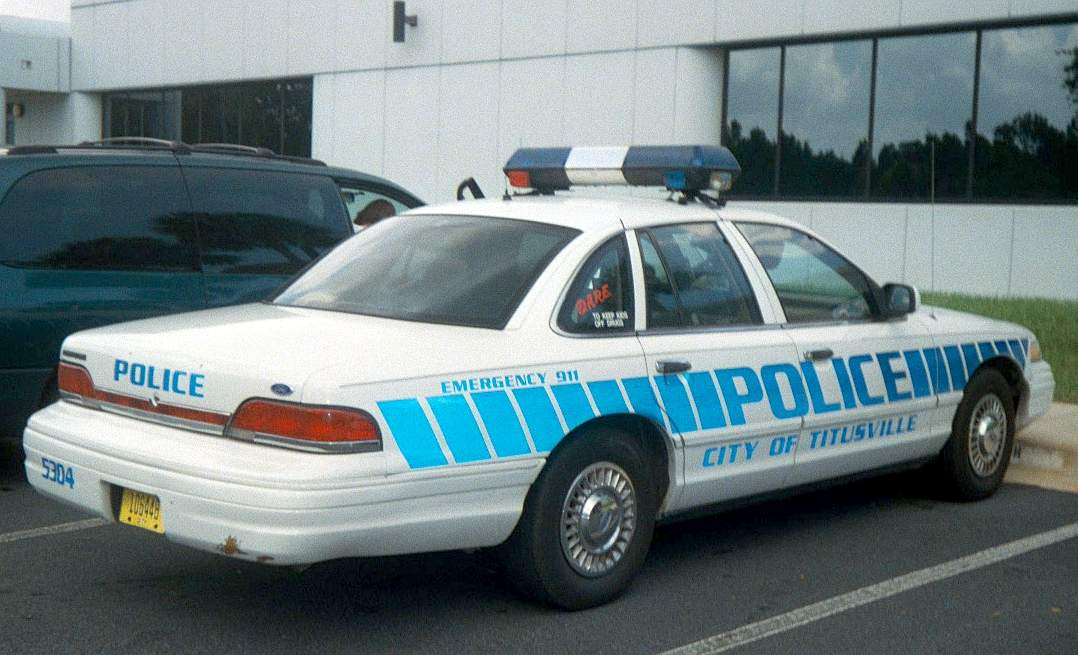
Een Ford Crown Victoria van de Titusville PD. Dit model heeft nog de oude achterlichten met de reflectiestrip ertussen.
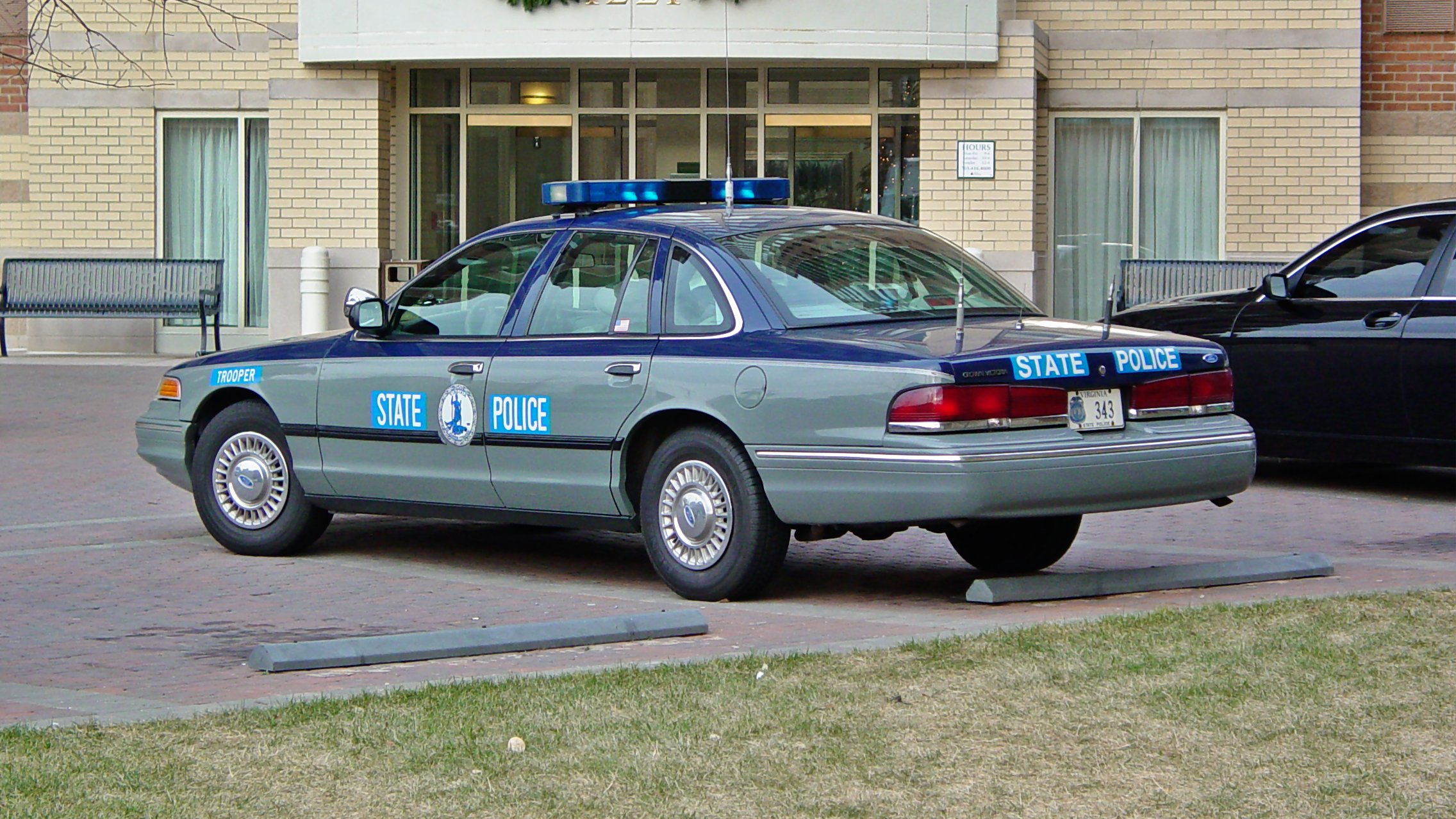
Een Ford Crown Victoria van de Virginia State Police. Dit model heeft de nieuwe achterlichten, met een verplaatste kentekenplaat ertussen.
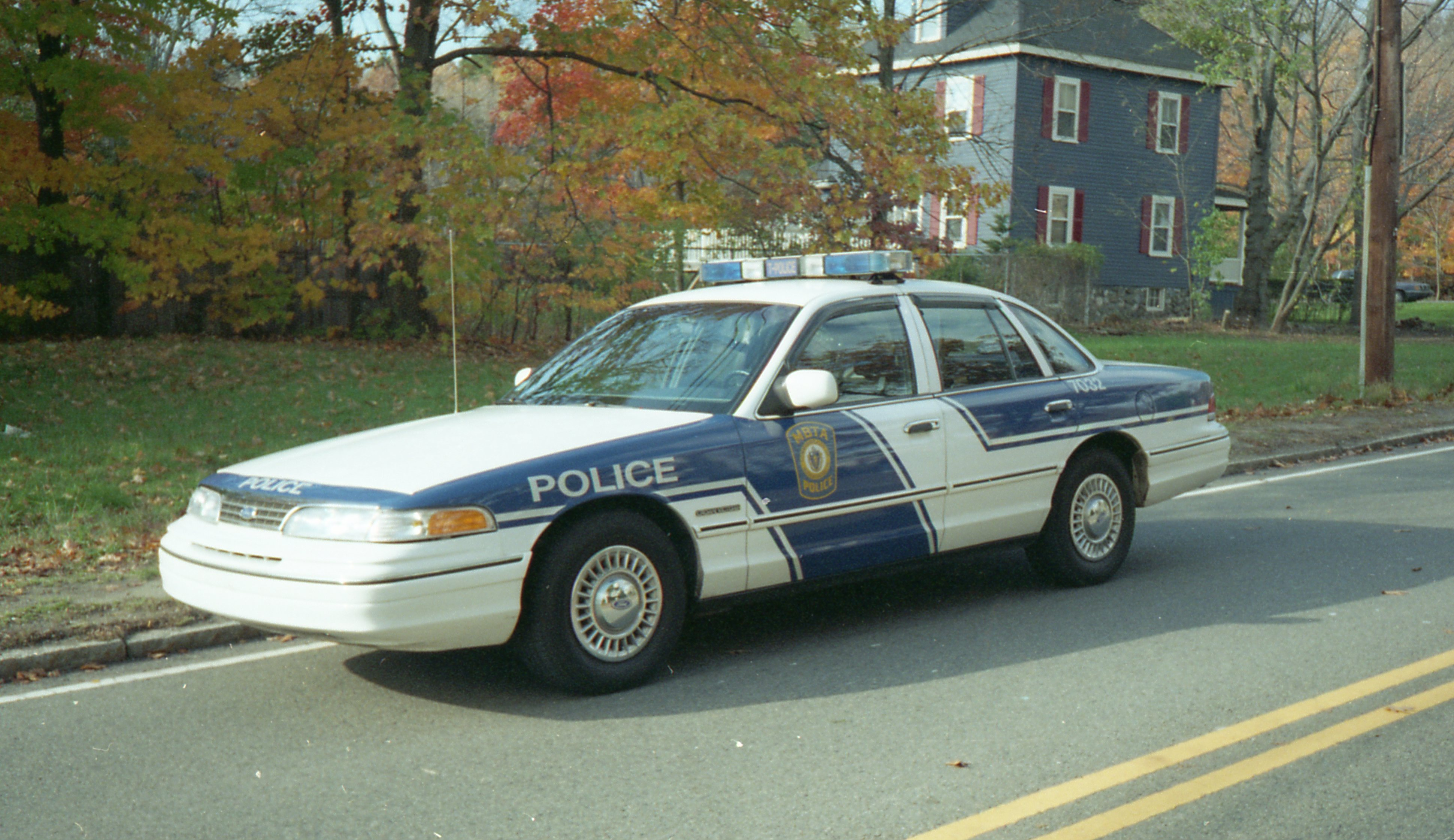
Een Ford Crown Victoria van de MBTA Police Department

## Tweede generatie (1998-2011)
In 1998 presenteerde Ford de opvolger van de eerste generatie. De nieuwe, tweede generatie kreeg een compleet nieuw uiterlijk dat minder aerodynamisch was. Het ontwerp toonde veel gelijkenissen met de Mercury Grand Marquis.
In 1999 werd de politie-uitvoering van de Crown Vic omgedoopt tot Ford Crown Victoria Police Interceptor en werden de voertuigen voorzien van speciale logo's.
In de jaren erna kreeg de Crown Victoria verschillende facelifts, zoals knipperende achterlichten in plaats van oranje richtingaanwijzers achter en zwarte onderdelen in plaats van verchroomde. In 2001 werden alle modellen voorzien van elektrische stoelverstelling, mede omdat er steeds meer agenten met verschillende lengtes in dienst kwamen. In 2003 kregen de voertuigen een nieuw interieur en werden er airbags aan de zijkanten aangebracht. Ook kregen de voertuigen een nieuw luchtinlaatsysteem, wat voor een betere afstelling zorgde en de kans op lekkages verminderde.
Vanaf 2006 werden de voertuigen uitgerust met kogelwerende panelen in de voordeuren. Hierdoor bood het voertuig meer bescherming aan agenten tijdens vuurgevechten.
Vanaf 2008 was de Crown Victoria alleen nog maar aan te schaffen door commerciële dienstverleners. Ook werd de Crown Victoria tegelijk met verwante voertuigen (Mercury Maurauder, Mercury Grand Marquis en Lincoln Town Car) uitgerust met een FlexFuel (E85)-brandstoftank.
In 2010 werd het modelnummer P71 vervangen door P7B. In september 2011 rolde de laatste Crown Victoria uit de fabriek.

Afbeeldingen
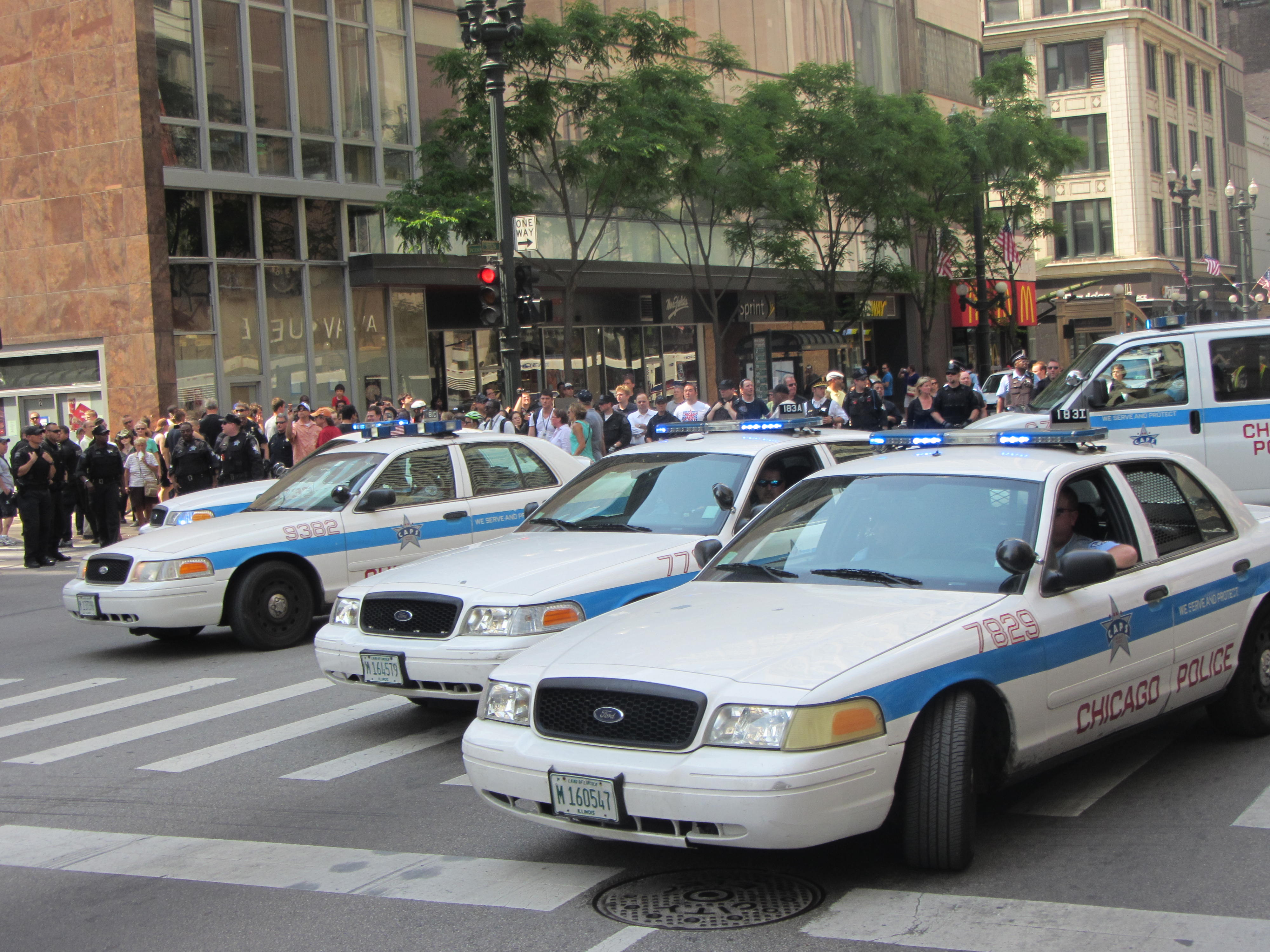
Vier Ford Crown Victoria's van het politiekorps van Chicago
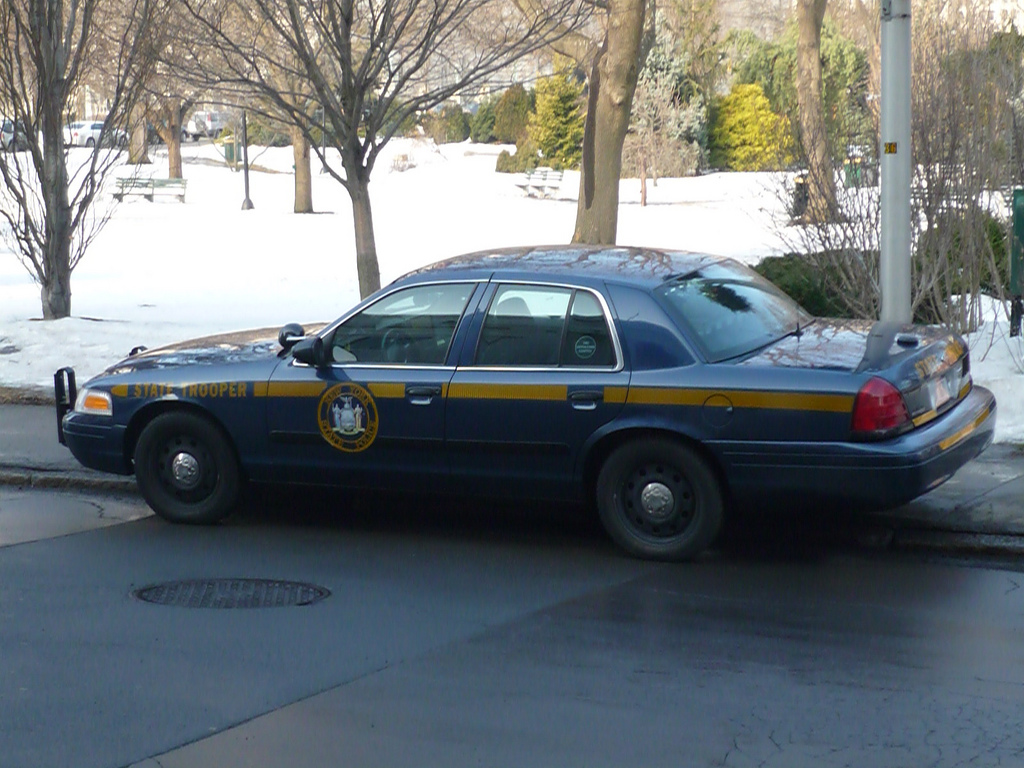
Een Ford Crown Victoria van de New York State Police
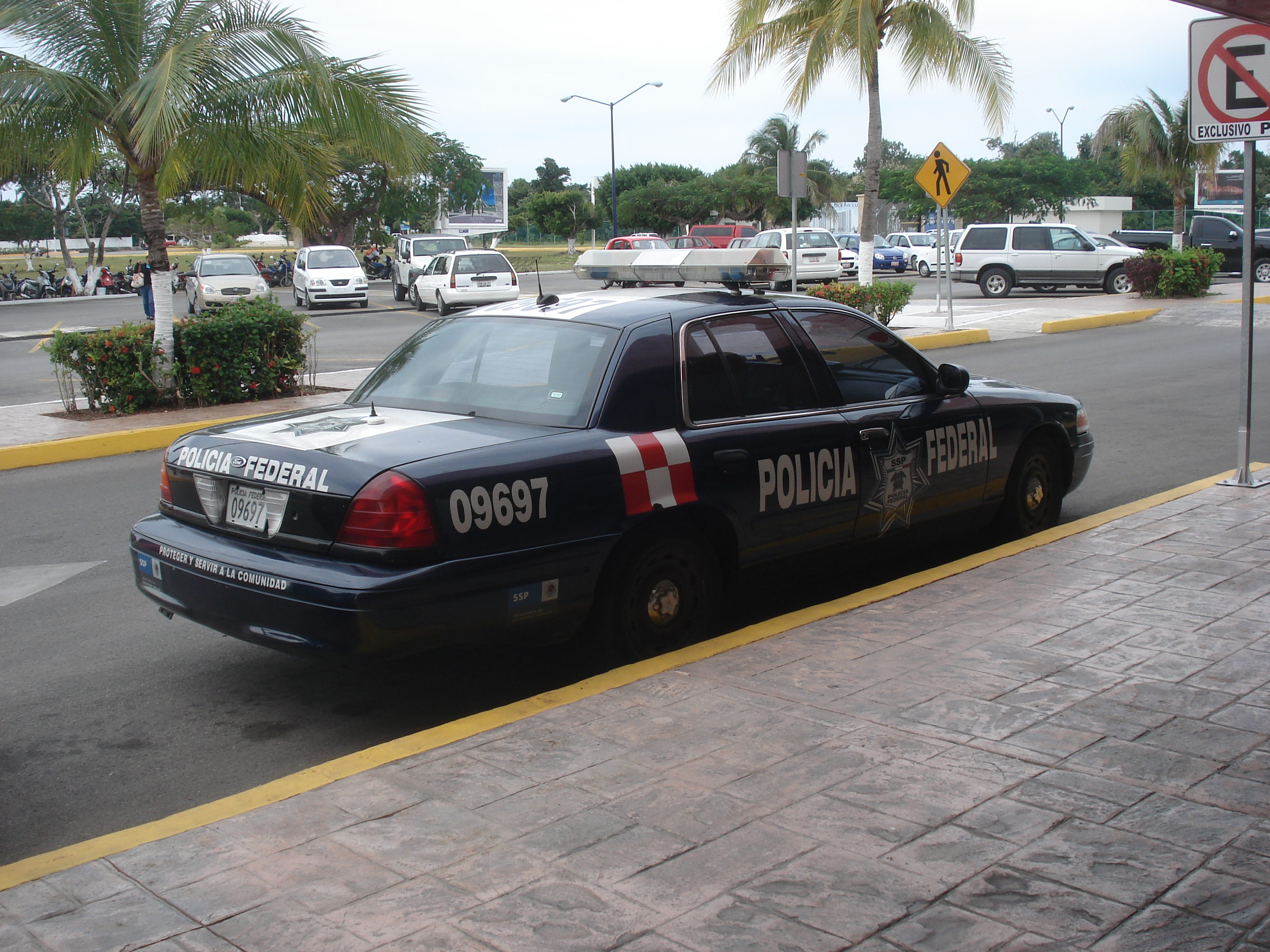
Een Ford Crown Victoria van de Mexicaanse federale politie